# Vlasta Pešková
Vlasta Pešková (in erster Ehe Hrbková, in zweiter Hornychová, in dritter Šrámková; * 11. April 1938 in Příbram) ist eine ehemalige tschechoslowakische Speerwerferin.
Bei den Olympischen Spielen 1960 in Rom wurde sie Vierte, und bei den Leichtathletik-Europameisterschaften 1962 in Belgrad schied sie in der Qualifikation aus.
Sechsmal wurde sie Tschechoslowakische Meisterin (1957, 1963–1967). Ihre persönliche Bestleistung von 56,21 m stellte sie am 19. Juni 1960 in Prag auf.